# Kalipang (Gabus)
Kalipang is een bestuurslaag in het regentschap Grobogan van de provincie Midden-Java, Indonesië. Kalipang telt 3586 inwoners (volkstelling 2010).